# Статобласты

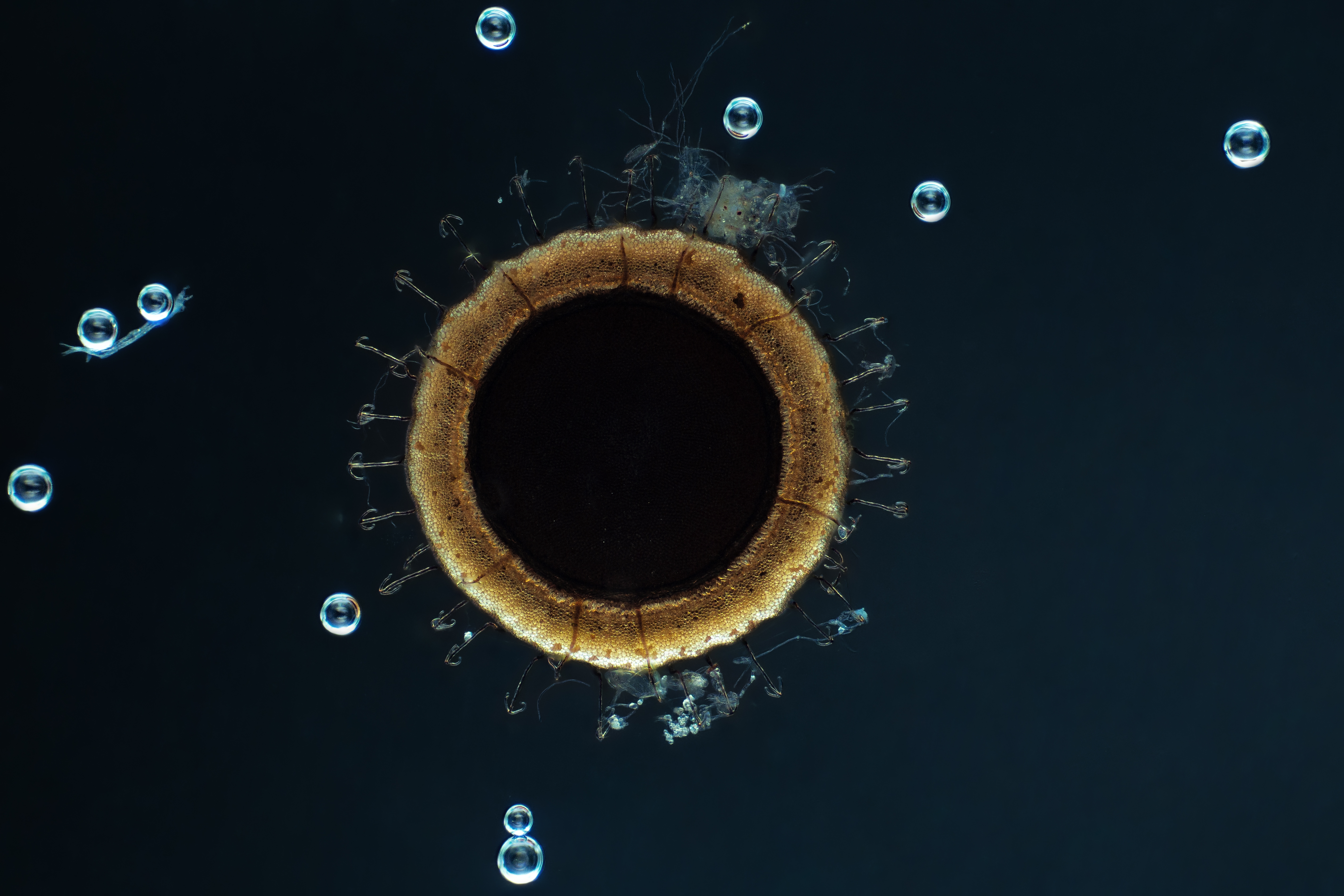
Статобласта под микроскопом

Статобла́сты (от др.-греч. states — «стоящий, неподвижный» и blastos — «зародыш, росток») — особые покоящиеся зимние почки у пресноводных беспозвоночных животных — мшанок.
Статобласты развиваются внутри брыжейки желудка (так называемого канатика) и являются внутренними почками (в отличие от наружных, за счёт которых образуются колонии). Статобласты обычно имеют чечевицеобразную форму; наружная оболочка плотная, иногда с крючкоподобными выростами. При наступлении неблагоприятных условий (осенью) материнский организм отмирает, статобласты выпадают из его тела и благодаря имеющимся воздушным камерам плавают в воде, перенося не только холод, но и высыхание. Весной в статобластах развивается зародыш, превращающийся в мшанку, родоначальницу новой колонии.